# Uudenkaupungin Urheilijat Korihait
L'UU-Korihait è una squadra professionistica di pallacanestro della città di Uusikaupunki, Finlandia, che gioca nella Korisliiga.

## Palmarès
- Campionato finlandese: 1

1989-90
- Coppa di Finlandia: 2

1986, 1988